# 吴集镇 (沭阳县)
吴集镇，是中华人民共和国江苏省宿迁市沭阳县下辖的一个乡镇级行政单位。

## 行政区划
吴集镇下辖以下地区：
吴集社区、塔桥村、陈许村、吴西村、魏牌坊村、兴杨村、航河村、范赵村、东埠村、大竹园村和史跳村。